# Luis Moreno Mansilla

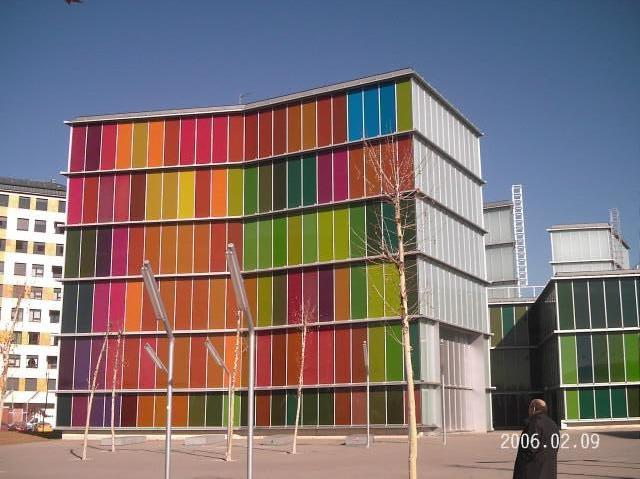
Fachada do MUSAC em León, obra de Mansilla Tuñón

Luis Moreno Mansilla (Madrid, 1959 - Barcelona, 22 de fevereiro de 2012) foi um premiado arquitecto espanhol. Com Emilio Tuñón desenvolveu uma arquitetura baseada na valorização comunitária através de símbolos espaciais facilmente reconhecíveis.

## Biografia
Em 1982 formou-se como arquiteto pela Escuela Técnica Superior de Arquitectura da Universidad Politécnica de Madrid. Foi pensionado da Academia de Bellas Artes de España en Roma. É professor do Departamento de Projetos Arquitetônicos da ETSAM, desde 1986. Professor visitante da Städelschule de Frankfurt, da Escuela de Arquitectura de Navarra, entre outras.
Trabalhou entre 1984 e 1992 no estúdio do arquiteto madrilenho Rafael Moneo, fundando em 1990, naquela cidade, junto a Emilio Tuñón, no estúdio Mansilla y Tuñón Arquitectos que recebeu em 2007 o Prêmio de Arquitectura Contemporânea Mies van der Rohe pelo edifício do MUSAC.

## Evolução da obra
A obra de Mansilla y Tuñón tornou-se conhecida com uma série de projetos públicos como a do Museu de Belas Artes de Zamora, que despertaram o interesse da crítica especializada pela aplicação de estratégias de integração escalar habilidosas e uma figuração que, relacionada com símbolos da modernidade, se relaciona com experiências artísticas da segunda metade do século XX. 
Posteriormente, com projetos como o Museu de Belas Artes de Castellón, ou sua proposta de ampliação do Museu Nacional Centro de Arte Rainha Sofia, incorporou ferramentas próprias da arte processual e performática que trasladou para a arquitetura. Desde então seus trabalhos versam, por um lado, na especulação figurativa e, por outro, experimentos de ativação urbana, chamados de paisagens sociais.

## Projetos
- 1993-1996 Museo de Arqueología y Bellas Artes de Zamora, Zamora, Espanha.
- 1994-1998 Centro de Natación en San Fernando de Henares. 1.º prémio, Madri, Espanha.
- 1994-2001 Auditorio Ciudad de León. 1.º prémio, León, Espanha.
- 1994-2002 Centro Documental de la Comunidad de Madrid (El Águila). 1º prêmio, Madrid, Espanha.
- 1997-2000 Museo de Bellas Artes de Castellón, Castellón, Espanha.
- 1999 Propuesta Urbana para Sarriguren, Sarriguren, Espanha.
- 1999 Proyecto Ampliación del Centro de Arte Reina Sofía, Madrid, Espanha.
- 2000 Proyecto Centro Cultural. 1.º prêmio, Brescia, Itália.
- 2001 Construcción en Cruz. 2.º prêmio, Teruel, Espanha.
- 2001 Conjunto dedicado a los Sanfermines. 1.º prêmio, Pamplona, Espanha.
- 2001-2004 MUSAC de Castilla y León, León, Espanha.
- 2002 Proyecto Museo de las Colecciones Reales. 1.º prêmio, Madrid, Espanha.
- 2002 Madrid Games, Madrid, Espanha.
- 2002 Centro Cívico en Sabadell, Sabadell, Espanha.
- 2002 Nuevo Centro Parroquial de Ademuz, Valência, Espanha.
- 2002 Grand Slam en Madrid, Madri, Espanha.
- 2003 Museo de Cantabria. 1º prêmio, Santander, Espanha.
- 2003 Ciudadela en Logroño. 1º prêmio, Logroño, Espanha.
- 2003 Sede para la Fundación Pedro Barrié de la Maza, Vigo, Espanha.

## Prêmios
- 1995 Prêmio COAM de Publicaciones y Difusión de la Arquitectura (CIRCO).
- 1995 1.º prêmio no concurso para o Centro Cultural de la Comunidad de Madrid.
- 1996 1.º prêmio no concurso para o Auditório da cidade de León.
- 1997 Menção no Prêmio Arquitectura Española.
- 1997 Finalista no Prêmio Mies van der Rohe (Museo de Arqueología y Bellas Artes de Zamora).
- 1998 1.º prêmio no concurso para o Museo de Bellas Artes de Castellón.
- 1999 Finalista no Prêmio Mies van der Rohe (Centro de Natación en San Fernando de Henares).
- 2000 Prêmio COACV.
- 2000 Prêmio Obra Excelente.
- 2001 Finalista no Prêmio Mies van der Rohe (Museo de Bellas Artes de Castellón).
- 2001 1.º prêmio no concurso para o Centro de Cultura Contemporânea de Brescia.
- 2001 1.º prêmio no concurso para o Museo de los Sanfermines.
- 2001 Prêmio FAD (Museo de Bellas Artes de Castellón).
- 2002 1.º prêmio no concurso para o Museo de Cantabria.
- 2002 1.º prêmio no concurso para o Museo de las Colecciones Reales.
- 2003 Prêmio de Publicações na III Bienal Iberoamericana de Arquitectura (CIRCO).
- 2003 Finalista no Prêmio Mies van der Rohe (Auditorio de León).
- 2003 1.º prêmio no concurso para o Plano Diretor da Urbanização da zona de Valbuena em Logroño.
- 2003 Prêmio de Arquitectura Española (Auditorio de León).
- 2007 MUSAC de Castilla y León, Prêmio de Arquitectura Contemporânea da União Europeia.